# AFL - Division IV 2020
La AFL Division IV 2020 avrebbe dovuto essere la 6ª edizione del campionato di football americano di quinto livello, organizzato dalla AFBÖ. Il campionato non è stato disputato a causa della pandemia di COVID-19 del 2019-2021.

## Squadre partecipanti
| Club                   | Città             | Stadio | Sponsor ufficiale | Risultato nella stagione 2019 |
| ---------------------- | ----------------- | ------ | ----------------- | ----------------------------- |
| Black Valley Wild      | Payerbach         |        |                   |                               |
| BSK Ravens             | Bischofshofen     |        |                   |                               |
| Huskies Wels           | Wels              |        |                   |                               |
| Klosterneuburg Broncos | Klosterneuburg    |        |                   |                               |
| Mostviertel Bastards   | Ybbs an der Donau |        |                   |                               |
| Predators Steyr        | Steyr             |        |                   |                               |
| Vikings Super Seniors  | Vienna            |        |                   |                               |
| Weinviertel Spartans   | Mistelbach        |        |                   |                               |

## Stagione regolare

### Calendario

#### 1ª giornata
| 4 aprile 2020 | Black Valley Wild | – | Weinviertel Spartans |  |

#### 2ª giornata
| 11 aprile 2020 | Huskies Wels | – | Predators Steyr |  |

| 12 aprile 2020 | Mostviertel Bastards | – | BSK Ravens |  |

| 12 aprile 2020 | Vikings Super Seniors | – | Klosterneuburg Broncos |  |

#### 3ª giornata
| 25 aprile 2020 | Klosterneuburg Broncos | – | Black Valley Wild |  |

| 25 aprile 2020 | Predators Steyr | – | Mostviertel Bastards |  |

| 26 aprile 2020 | Weinviertel Spartans | – | Vikings Super Seniors |  |

| 26 aprile 2020 | BSK Ravens | – | Huskies Wels |  |

#### 4ª giornata
| 9 maggio 2020 | Klosterneuburg Broncos | – | Weinviertel Spartans |  |

#### 5ª giornata
| 23 maggio 2020 | Mostviertel Bastards | – | Huskies Wels |  |

| 23 maggio 2020 | Black Valley Wild | – | Vikings Super Seniors |  |

| 24 maggio 2020 | BSK Ravens | – | Predators Steyr |  |

#### 6ª giornata
| 6 giugno 2020 | Weinviertel Spartans | – | Klosterneuburg Broncos |  |

#### 7ª giornata
| 13 giugno 2020 | Predators Steyr | – | BSK Ravens |  |

| 14 giugno 2020 | Huskies Wels | – | Mostviertel Bastards |  |

| 14 giugno 2020 | Vikings Super Seniors | – | Black Valley Wild |  |

#### 8ª giornata
| 27 giugno 2020 | Klosterneuburg Broncos | – | Vikings Super Seniors |  |

| 27 giugno 2020 | Mostviertel Bastards | – | Predators Steyr |  |

| 27 giugno 2020 | Huskies Wels | – | BSK Ravens |  |

| 28 giugno 2020 | Weinviertel Spartans | – | Black Valley Wild |  |

#### 9ª giornata
| 4 luglio 2020 | Black Valley Wild | – | Klosterneuburg Broncos |  |

| 4 luglio 2020 | Predators Steyr | – | Huskies Wels |  |

| 4 luglio 2020 | BSK Ravens | – | Mostviertel Bastards |  |

| 5 luglio 2020 | Vikings Super Seniors | – | Weinviertel Spartans |  |

### Classifiche
Le classifiche della regular season sono le seguenti:
- PCT = percentuale di vittorie, G = partite giocate, V = partite vinte,  P = partite perse, PF = punti fatti, PS = punti subiti

#### Conference A
| Pos. | Squadra              | PCT  | G | V | N | P | PF | PS |
| ---- | -------------------- | ---- | - | - | - | - | -- | -- |
| 1    | BSK Ravens           | .000 | 0 | 0 | 0 | 0 | 0  | 0  |
| 2    | Huskies Wels         | .000 | 0 | 0 | 0 | 0 | 0  | 0  |
| 3    | Mostviertel Bastards | .000 | 0 | 0 | 0 | 0 | 0  | 0  |
| 4    | Predators Steyr      | .000 | 0 | 0 | 0 | 0 | 0  | 0  |

#### Conference B
| Pos. | Squadra                | PCT  | G | V | N | P | PF | PS |
| ---- | ---------------------- | ---- | - | - | - | - | -- | -- |
| 1    | Black Valley Wild      | .000 | 0 | 0 | 0 | 0 | 0  | 0  |
| 2    | Klosterneuburg Broncos | .000 | 0 | 0 | 0 | 0 | 0  | 0  |
| 3    | Vikings Super Seniors  | .000 | 0 | 0 | 0 | 0 | 0  | 0  |
| 4    | Weinviertel Spartans   | .000 | 0 | 0 | 0 | 0 | 0  | 0  |

## Playoff

### Tabellone
|  | Semifinali | Semifinali | Semifinali |  |  | VI Mission Bowl | VI Mission Bowl | VI Mission Bowl |  |
|  |            |            |            |  |  |                 |                 |                 |  |
|  | 1B         | TBD        |            |  |  |                 |                 |                 |  |
|  | 1B         | TBD        |            |  |  |                 |                 |                 |  |
|  | 2A         | TBD        |            |  |  |                 |                 |                 |  |
|  | 2A         | TBD        | TBD        |  |  |                 |                 |                 |  |
|  |            |            |            |  |  |                 |                 |                 |  |
|  |            |            | TBD        |  |  |                 |                 |                 |  |
|  | 1A         | TBD        |            |  |  |                 |                 |                 |  |
|  | 1A         | TBD        |            |  |  |                 |                 |                 |  |
|  | 2B         | TBD        |            |  |  |                 |                 |                 |  |

### Semifinali
| 18 luglio 2020 | TBD | – | TBD |  |

| 19 luglio 2020 | TBD | – | TBD |  |

### VI Mission Bowl
| 26 luglio 2020 | TBD | – | TBD |  |